# Utmah (huyện)
Huyện Utmah là một huyện thuộc tỉnh Dhamar, Yemen. Đến thời điểm năm 2003, huyện này có dân số 145284 người